# Силин, Сергей Васильевич
Серге́й Васи́льевич Си́лин (26 августа 1955, с. Обвинск, Карагайский район, Пермская область, СССР) — советский и российский писатель, педагог, журналист, редактор.

## Биография
В 1972 году окончил школу № 25 города Перми.
В 1983 году поступил, а в 1989 году окончил филологический факультет Пермского университета.
Первые публикации появились в 1982 году: в журнале «Нева» была напечатана его сказка «Звёздочка», в том же году появились публикации сказок в газете «Литературная Россия» и первые юмористические рассказы в газете «Вечерняя Пермь».
Работал корреспондентом заводской многотиражной газеты ППО «Моторостроитель», учителем русского языка и литературы в школе, педагогом центров развития творчества детей и юношества, журналистом федеральных газет в Москве.
Редактировал детский журнал «Простоквашино» с 2009 по 2015 год.
С 1987 года — член Союза журналистов СССР.
С 2007 года — член Союза писателей Москвы.
Произведения писателя переводились на сербский, чешский, немецкий и белорусский языки, включены в школьные хрестоматии.